# Marthe Villalonga
Marthe Sylvia Gilda Marie Thérèse Villalonga, född 20 mars 1932 i Bordj el Kiffan, Franska Algeriet, är en fransk skådespelerska.

## Roller i urval
- 1971 – Att älska är att leva
- 1976 – Calmos
- 1976 – Åh... dessa karlar!
- 1977 – Min vilda syster
- 1977 – Pepparmint soda
- 1977 – Utan nåd
- 1980 – Big Red One - attackdivisionen
- 1980 – Inspecteur la Bavure
- 1984 – Tjuvar efter midnatt
- 1985 – Ungkarlsbabyn
- 1989 – Av samma blod
- 1993 – Ma saison préférée
- 1998 – Älska mig bort
- 2004 – The Daltons